# Septembre 1797

## Événements
- 4 septembre, France (18 fructidor an V) : coup d'État du Directoire [1](Barras, La Révellière-Lépeaux, Reubell) avec le soutien de l'armée (Hoche, Augereau) contre les modérés et les royalistes du club de Clichy. Barthélemy et onze membres du Conseils des Anciens sont arrêtés et déportés. Les élections de germinal sont annulées dans 49 départements (177 députés sont invalidés) ainsi que les mesures en faveur des émigrés (160 condamnations à mort). Le pouvoir exécutif est renforcé aux dépens du législatif. François de Neufchâteau et Merlin de Douai entrent au Directoire en remplacement Barthélemy, arrêté, et de Carnot, en fuite.
  - Le second Directoire poursuit une politique autoritaire de stabilisation politique, financière et extérieure. De tendance annexionniste, ils encouragent la politique d'expansion révolutionnaire (La Révellière-Lépeaux, Merlin de Douai), visent à assurer la sécurité par l'acquisition de « frontières naturelles » (Reubell) et sont conscients des ressources financières de la guerre.

- 5 septembre, France : le ministère de la police est chargé de la surveillance de la presse.

- 30 septembre, France : banqueroute des deux tiers. La dette publique est réduite par l'opération du « tiers consolidé » : les créances sur l'état et les rentes sont remboursées à concurrence des deux tiers de leur capital en bons de Trésorerie admis en paiement des impôts ou de biens nationaux, le tiers restant, consolidé, est inscrit au grand-livre de la Dette publique et les intérêts sont payés en bons de Trésorerie[2].

- Découverte du premier gisement de charbon en Australie[3].

## Naissances
- 1er septembre : Augustin-Pierre Dubrunfaut (mort en 1881), chimiste français.
- 10 septembre :
  - Franz Krüger, peintre prussien († 21 janvier 1857).
  - Carl Gustav Mosander, chimiste suédois († 15 octobre 1858).
- 12 septembre : Ferdinand Piercot, homme politique belge († 9 décembre 1877).
- 17 septembre : Heinrich Kuhl (mort en 1821), zoologiste allemand.
- 26 septembre : Olry Terquem (mort en 1886), géologue français.

## Décès
- 10 septembre : Mary Wollstonecraft, femme de lettres féministe britannique (1759-1797).